# Двигатель Toyota N
Toyota N — дизельный двигатель внутреннего сгорания, производившийся японской компанией Toyota в 1986—1999 годах.

## 1N
1N являлся 1,5-литровым двигателем объёмом 1453 см3, мощностью 40 кВт (54 л. с.) при 5200 об/мин и крутящим моментом 89 Н·м. Диаметр цилиндра и ход поршня составляют 74 мм × 84,5 мм, а степень сжатия — 22:1.

### Устанавливался на
- Toyota Starlet (NP70/80)[2][3]
- Toyota Starlet (NP90)[4]

## 1N-T
1N-T являлся версией 1N с турбонаддувом, сохраняя те же объём, диаметр цилиндра, ход поршня и степень сжатия. Мощность двигателя 49 кВт (66 л. с.), а крутящий момент варьируется от 130 до 137 Н·м.

### Устанавливался на
- Toyota Corolla II/Toyota Corsa/Toyota Tercel (NL30)[5]

- Toyota Corolla II/Toyota Corsa/Toyota Tercel (NL40)[6][7][8]

- Toyota Corolla II/Toyota Corsa/Toyota Tercel (NL50)[9][10]